# Stars on Parade
Stars on Parade foi um programa de variedades da DuMont Television Network.
O programa esteve no ar de 4 de novembro de 1953 a 30 de junho de 1954.